# 1713
1713 је била проста година.

## Догађаји

### Март
- 27. март — По завршетку рата за шпанско наслеђе, Шпанија је, према Утрехтском уговору, предала Великој Британији Гибралтар и Менорку.

### Април
- Википедија:Непознат датум — Српски народно-црквени сабор у Сремским Карловцима 1713.
- 11. април — Утрехтским миром окончан је Рат за шпанско наслеђе.
- 19. април — Римско-немачки цар Карло VI је објавио Прагматичну санкцију, да би осигурао престо за кћерку Марију Терезију.

## Рођења

### Април
- 17. април — Самјуел Грејвс, британски адмирал.

### Мај
- 15. мај — Никола Луј де Лакај, француски астроном (†1762)